# Flying to Fortune
Flying to Fortune è un cortometraggio muto del 1912 diretto da George Nichols.

## Produzione
Il film fu prodotto dalla Thanhouser Film Corporation. Venne girato in Florida.

## Distribuzione
Distribuito dalla Motion Picture Distributors and Sales Company, il film  - un cortometraggio in una bobina - uscì nelle sale cinematografiche degli Stati Uniti il 12 marzo 1912.